# Henry Nathan

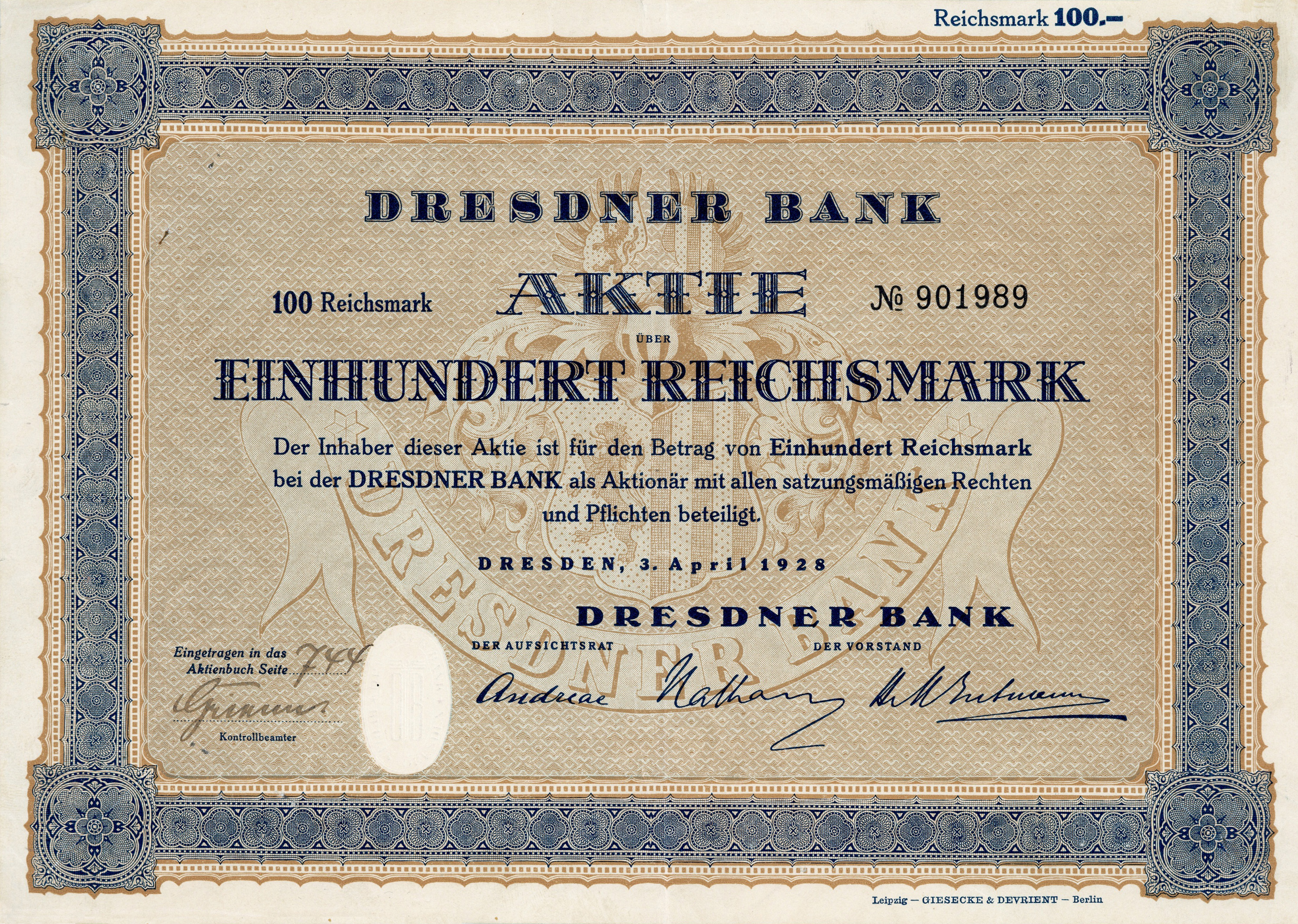
Aktie der Dresdner Bank vom 3. April 1928 mit den Unterschriften von Franz Friedrich Andreae, Henry Nathan und Herbert M. Gutmann

Henry Nathan (* 8. März 1862 in Hamburg; † 9. November 1932 Berlin-Wannsee) war ein deutscher Bankier.

## Leben
Henry Nathan war der Sohn des Kaufmanns Hermann Nathan und seiner Ehefrau Johanna geb. Premsel. Seine Banklehre absolvierte er im Bankhaus Paul Mendelssohn-Bartholdy in Hamburg, einer Filiale des Berliner Bankhauses Mendelssohn & Co. Nathan wechselte nach Zwischenstufen bei Mendelssohn & Co. und Bankhaus Arons & Walter, ebenfalls in Berlin, 1895 zur Dresdner Bank. 1903 wurde er dort Vorstandsmitglied und 1920 Vorstandssprecher. Er setzte die Strategie systematischer Akquisitionen seines Vorgängers Eugen Gutmann konsequent fort. Als im Zuge der Bankenkrise im Sommer 1931 über die Hälfte des Kapitals der Großbanken in den Besitz des Deutschen Reiches überging, musste Nathan als Vorstandssprecher zurücktreten, blieb aber Vorstandsmitglied.
Seit 1910 war Henry Nathan Mitglied der Gesellschaft der Freunde.

## Familie
Mit seiner Frau Frieda (Fridel) geb. Renner hatte Henry Nathan drei Söhne.